# Зеленьщизна
Зеленьщизна (пол. Zieleńszczyzna) — село в Польщі, у гміні Черніково Торунського повіту Куявсько-Поморського воєводства.